# Luce Péclard
Pour les articles homonymes, voir Péclard.
 (mars 2025).
Luce Péclard, née à Pailly le 24 septembre 1932 et morte le 2 juin 2022, est une écrivaine et éditeure vaudoise.

## Biographie
Après avoir séjourné un certain temps à Genève, Luce Péclard revient se fixer dans sa région d'origine dès 1980.
Elle a publié plusieurs recueils de poèmes, du classique au vers libre, et deux récits : Sortilèges d'enfance - Ferventes saisons (1985) et Le détour souabe (1989). Luce Péclard reçoit le Prix de la Fondation Gaspard Vallette à Genève en 1970 et le Prix de l'année poétique de la Société des poètes et artistes de France à Genève, en 1992, pour L'étoile solitude. Ce même recueil lui vaut, le 30 octobre 1994, le Prix international Manzoni-Nabokov à Stresa, en Italie. Le 30 juillet 1994, au cours d'une cérémonie à Grône sur Loye en Valais, elle devient titulaire des insignes de la Renaissance française, médaille du rayonnement culturel. 
Son recueil Vaste ciel reçoit en 1999, à Vals-les-Bains (Ardèche), le Grand Prix biennal de poésie 1999 Luc Vuagnat décerné par la Société des poètes et artistes de France. Son recueil de sonnets classiques Champ libre lui vaut en 1995 le Prix de la Plume d'or de la Société des poètes et artistes de France à Genève et, en 1996, le Grand Prix de poésie francophone Henry Meillant de la Société des poètes et artistes de France à Poitiers.
En 2008, elle reçoit pour l'ensemble de son œuvre, le Prix Léopold Sédar Senghor. Membre de différentes sociétés d'écrivains et du PEN Club de Suisse romande, chroniqueuse dans divers journaux vaudois, Luce Péclard fonde en 1991 les éditions du Madrier à Pailly pour publier La drogue cachée : les phosphates alimentaires, cause de troubles du comportement, de difficultés scolaires et de délinquance juvénile, livre de la pharmacienne Hertha Hafer qu'elle traduit de l'allemand. Elle édite désormais ses propres œuvres et, à l'occasion, celles d'autres écrivains ou poètes.

## Sources
1. ↑  Les obsèques ont eu lieu, vendredi 10 juin 2022, à Lausanne, au Centre funéraire de Montoie.

- « Luce Péclard », sur la base de données des personnalités vaudoises sur la plateforme « Patrinum » de la Bibliothèque cantonale et universitaire de Lausanne.
- Anne-Lise Delacrétaz, Daniel Maggetti, Écrivaines et écrivains d'aujourd'hui p. 300
- 24 Heures 2008/05/10-11-12, p. 24
- Luce Péclard sur viceversalitterature.ch
- Bibliomedia - Peclard  Luce
- A D S - Autorinnen und Autoren der Schweiz - Autrices et Auteurs de Suisse - Autrici ed Autori della Svizzera